# Adrien Tomas (rugby à XV)
Pour les articles homonymes, voir Tomas et Adrien Tomas.
Pas d'image ? Cliquez ici

a Compétitions nationales et continentales officielles uniquement.

b Matchs officiels uniquement.
Dernière mise à jour le 18 juillet 2025.
Adrien Tomas, né le 17 mars 1988 à Montpellier, est un joueur de rugby à XV français évoluant au poste de demi de mêlée. Il est le frère du rugbyman Julien Tomas.

## Biographie
Il passe son enfance dans le village de Valergues (Hérault).
Il fait partie des promotions Jean Prat (2005-2006) et Guy Basquet (2006-2007) au Pôle France du Centre National de Rugby de Linas-Marcoussis aux côtés de, entre autres, Mathieu Bastareaud, Alexis Palisson, Morgan Parra, Yann David, Yoann Maestri et Mickael De Marco. Il joue avec l'équipe de France des moins de 19 en 2006 et 2007, puis celle des moins de 20 ans en 2008.
Il joue successivement à Montpellier jusqu'en 2011, puis à Carcassonne, au RO Agde et à partir de l'été 2013, au Rugby Club nîmois.

## Palmarès
- Vice-champion de France en 2011 avec le Montpellier Hérault rugby.
- Champion de France espoirs en 2008
- Vice-champion de France Espoirs 2007 avec le Montpellier HR[6]